# Вознесенська сільська рада (Дуванський район)
Вознесе́нська сільська рада (рос. Вознесенский сельский совет) — муніципальне утворення у складі Дуванського району Башкортостану, Росія. Адміністративний центр — село Вознесенка.

## Населення
Населення — 2103 особи (2019, 2365 в 2010, 2479 в 2002).

## Склад
До складу поселення входять такі населені пункти:
| Населений пункт  | Населення, осіб (2002) | Населення, осіб (2010) |
| ---------------- | ---------------------- | ---------------------- |
| Вознесенка, село | 1220                   | 1217                   |
| Тастуба, село    | 1259                   | 1148                   |